# Hunyady
Hunyady – węgierski ród magnacki.
Przedstawiciele:

Herb Rodziny Hunyady

- Jan Hunyady − węgierski dowódca wojskowy, regent
- Władysław Hunyady
- Maciej Korwin − węgierski król
- Jan Korwin − węgierski królewicz
- Krzysztof Korwin
- Elżbieta Korwin